# Helen Marten
Helen Elizabeth Marten, née en 1985 à Macclesfield (Royaume-Uni), est une artiste britannique basée à Londres qui œuvre dans les domaines de la sculpture, de la vidéo et de l'installation.

## Biographie
Helen Marten étudie à la Ruskin School of Drawing and Fine Art de l'université d'Oxford de 2005 à 2008 et au Central Saint Martins College en 2004.
Son travail est présenté à la 56e Biennale de Venise et à la 20e Biennale de Sydney.
Elle remporte le prix LUMA 2012 de la fondation LUMA, le prix Lafayette en 2011, le premier prix Hepworth (sculpture) et le prix Turner en 2016. Elle décide de partager le gain de £ 30,000 de son prix Hepworth avec les trois autres participants pour "montrer comment devrait fonctionner la démocratie politique" en la transposant en art. Elle a fait de même avec le prix Turner mais sans discours, "cette déclaration ne peut se réaliser qu'une fois pour qu'elle ait un impact".
Une partie de son œuvre est aujourd'hui exposée au Musée Astrup Fearnley d'Oslo, à la Fondazione Sandretto Re Rebaudengo de Turin, et au MoMA de New York.

## Récompenses et distinctions
- Prix Lafayette 2011
- Prix LUMA 2012 [3]
- Prix Hepworth de sculpture 2016[4]
- Prix Turner 2016[5]